# Vànino (Khabàrovsk)
Vànino (rus: Ва́нино) és un assentament urbà del krai de Khabàrovsk, a Rússia. És un important port a l'estret de Tatària. La seva població al cens del 2010 era de 17.001.

## Geografia
En línia recta, Vànino està situada 15 quilòmetres al nord de Sovétskaia Gàvan, però la distància per carretera és gairebé el doble perquè la costa té molts entrants.

## Història
La badia de Vànino a l'estret de Tatària va rebre el nom d'un topògraf que treballava en un equip que va preparar el mapes de la costa el 1874. La població es va fundar l'any 1907.
El port de Vànino, en el seu moment considerat part de Sovétskaia Gàvan, va rebre connexió ferroviària amb la resta de Rússia via Komsomolsk de l'Amur. Les obres d'aquest ferrocarril van començar el 1943 i van acabar el 1945. Aquesta connexió va causar un creixement ràpid del port de Vànino. Actualment, aquesta és la secció més oriental de la línia Baikal-Amur.
Durant els anys 1940 Vànino, juntament amb Vladivostok, era un port important per embarcar condemnats cap a Magadan, el port del gulag de Kolimà. Després de l'època de Stalin, la importància del port va continuar augmentant perquè proporcionava la connexió ferroviària més curta a un port de l'Extrem Orient Rus. El 1989 va tenir el seu màxim amb uns volums de tràfic de 11,5 milions de tones. El 2005, el volum era de 6,2 milions de tones.
El 1958, Vànino es va separar administrativament de Sovétskaia Gàvan, esdevenint un assentament de tipus urbà. El 1973, esdevingué el centre administratiu del creat Districte de Vànino.

## Economia
Vànino és un port important de l'estret de Tatària (part nord de la mar del Japó) connectat amb el ferrocarril Baikal-Amur. Per tant, la seva importància econòmica recau en el trànsit portuari, que està entre els deu primers de Rússia.
A 2009, Vànino és un hub de SASCO, la companyia naviliera de Sahalín. Té connexions regulars amb els ports de Magadan, Petropàvlovsk-Kamtxatski i Busan. Des de 1973, aquesta empresa també opera el servei transbordador per a vehicles, passatgers i trens (també amb vaixell trencaglaç) entre Vànino i Kholmsk, a l'illa Sakhalín.
Vànino també té una terminal petroliera, així com una refineria de petroli del grup Transbunker. És l'única planta petroquímica russa especialitzada en fueloil per a motors de vaixell.
Vànino és el segon port rus de carbó a l'oceà Pacífic després de Vostotxni (el port de Nakhodka) amb pràcticament dos milions de tones de carbó a l'any. Mechel, el principal productor de carbó de Rússia, està construint una nova terminal pròpia a Vànino.